# 莱奥贝图莱阿尔
莱奥贝图莱阿尔是巴西圣卡塔琳娜州的一个市镇。总面积291平方公里，总人口3348人，人口密度11.5人/平方公里。